# Michel Soutter
Pour les articles homonymes, voir Soutter.
Michel Gabriel Soutter est un réalisateur suisse né le 2 juin 1932 à Genève, dans une famille qui a fui la Russie après la Révolution bolchévique. Il est mort le 10 septembre 1991 à Genève. Il est l'un des précurseurs du nouveau cinéma suisse avec Alain Tanner et Claude Goretta. Auteur de dix longs métrages de fiction, il réalise de nombreuses émissions pour la télévision, des téléfilms et des mises en scène au théâtre.

## Biographie
D'abord auteur-compositeur-interprète dans les cabarets-caves de Genève et de Paris, il entre à la Télévision suisse romande en 1961 où il travaille comme assistant-réalisateur et devient réalisateur en 1964. Au cinéma, il rejoint Alain Tanner et Claude Goretta pour constituer le trio majeur du « nouveau cinéma suisse » qui deviendra le « Groupe 5 » avec Jean-Louis Roy et Jean-Jacques Lagrange en 1968.
En 1974, il est membre du jury du Festival de Cannes où ses films, James ou pas et Les Arpenteurs furent en compétition en 1970 et 1972.

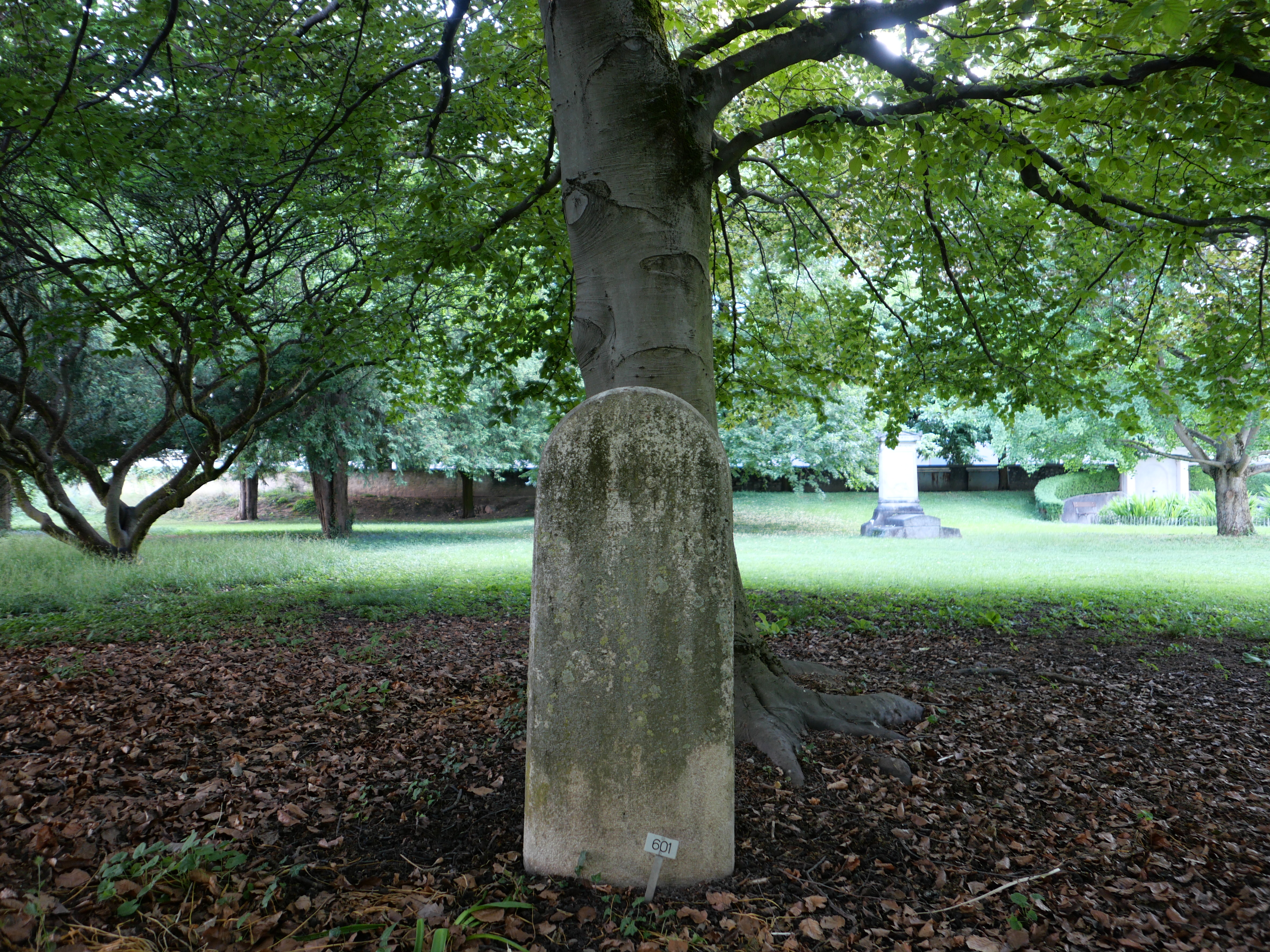
Vue de la sépulture

En 2005, ses archives sont déposées à la Cinémathèque suisse. Sa tombe se trouve au cimetière des rois, à Genève.
Dans le cadre d'une rétrospective organisée par le cinéclub Spectacle à Brooklyn en août 2015 de ses cinq premiers films, la présentation entend "mettre en lumière la modestie charmante de ses thèmes, son économie de moyens, et la force souterraine qui court à travers le calme apparent de son œuvre : l'ennui schizophrène des Suisses, qui fait que les agités parmi eux sautent d'une idée à l'autre, arbitrairement, poétiquement, essayant d'apprendre à ressentir à nouveau en jouant la joie, la colère, et en imitant sans passion de vraies passions".

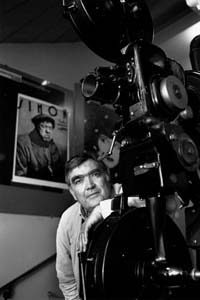

## Filmographie

### Cinéma
- 1965 : Mick et Arthur (moyen métrage)
- 1966 : La Lune avec les dents
- 1968 : Haschisch
- 1969 : La Pomme
- 1970 : James ou pas
- 1972 : Les Arpenteurs
- 1974 : L'Escapade
- 1977 : Repérages
- 1981 : L'Amour des femmes
- 1985 : Signé Renart
- 1991 : Le Film du cinéma suisse, segment Marlène contre la Suisse

### Télévision
- 1965 : Personnalités suisses (série télévisée) : Portrait de Gustave Roud, poète
- 1966 : Personnalités suisses (série télévisée) : Le Peintre Jean Viollier
- 1966 : Champ libre (série télévisée) : Portrait de Louis Soutter
- 1966 : Spectacle d'un soir (série télévisée) : Une heure dix avec O'Neill : L'Endroit marqué d'une croix - Avant le petit déjeuner
- 1967 : Personnalités suisses (série télévisée) : Portrait de Jean Villard-Gilles
- 1967 : Champ libre (série télévisée) : Portrait de René Char
- 1968 : Spectacle d'un soir (série télévisée) : Conversation
- 1969 : La Folle Journée (téléfilm)
- 1970 : Brigitte Fontaine (téléfilm documentaire)
- 1972 : Les Nénuphars (téléfilm)
- La Chatte sur les rails, 1972 (téléfilm)
- 1973 : Ce Schubert qui décoiffe (téléfilm)
- 1979 : Moment avec Albert Cohen (téléfilm)
- 1983 : Péchés originaux (mini-série télévisée), épisode 5 Adam et Eve
- 1984 : Rouge Capucine (téléfilm)
- 1987 : Tell Quel (série télévisée), segment Marlène contre la Suisse
- 1989 : Condorcet (mini-série télévisée)[4]

## Mise en scène à l’Opéra de Genève
- 1982 : Vin Herbé de Frank Martin
- 1982 : Gianni Schicchi de Giacomo Puccini

## Mise en scène au théâtre
- 1979 : Triptyque de Max Frisch, Centre dramatique de Lausanne
- 1981 : L'Échange de Paul Claudel, Centre dramatique de Lausanne